# Crossidius punctatus
Crossidius punctatus là một loài bọ cánh cứng trong họ Cerambycidae.